# Colin Smith
Colin Smith, född 20 juni 1993, är en kanadensisk professionell ishockeyspelare som tillhör NHL-organisationen Toronto Maple Leafs och spelar för deras primära samarbetspartner Toronto Marlies i American Hockey League (AHL). Han har tidigare spelat på NHL-nivå för Colorado Avalanche och på lägre nivåer för Lake Erie Monsters och San Antonio Rampage i AHL och Kamloops Blazers i Western Hockey League (WHL).
Smith draftades i sjunde rundan i 2012 års draft av Colorado Avalanche som 192:a spelare totalt.

## Statistik
| 2006–2007  | CAC Canadians Bantam AAA          | AMBHL      | 30  | 24  | 37  | 61  | 8   | —  | — | —  | —  | —  |
| 2007–2008  | CAC Canadians Bantam AAA          | AMBHL      | 33  | 36  | 70  | 106 | 28  | 2  | 2 | 1  | 3  | 0  |
| 2008–2009  | CAC Edmonton Canadians Midget AAA | AMHL       | 34  | 23  | 32  | 55  | 10  | —  | — | —  | —  | —  |
|            | Kamloops Blazers                  | WHL        | 8   | 0   | 4   | 4   | 4   | 4  | 0 | 1  | 1  | 0  |
| 2009–2010  | Kamloops Blazers                  | WHL        | 48  | 5   | 21  | 26  | 46  | 4  | 2 | 2  | 4  | 2  |
| 2010–2011  | Kamloops Blazers                  | WHL        | 72  | 21  | 29  | 50  | 61  | —  | — | —  | —  | —  |
| 2011–2012  | Kamloops Blazers                  | WHL        | 72  | 35  | 50  | 85  | 51  | 11 | 3 | 7  | 10 | 12 |
| 2012–2013  | Kamloops Blazers                  | WHL        | 72  | 41  | 65  | 106 | 72  | 12 | 2 | 12 | 14 | 2  |
| 2013–2014  | Lake Erie Monsters                | AHL        | 76  | 8   | 26  | 34  | 66  | —  | — | —  | —  | —  |
| 2014–2015  | Colorado Avalanche                | NHL        | 1   | 0   | 0   | 0   | 0   | —  | — | —  | —  | —  |
|            | Lake Erie Monsters                | AHL        | 53  | 12  | 19  | 31  | 22  | —  | — | —  | —  | —  |
| 2015–2016  | San Antonio Rampage               | AHL        | 54  | 13  | 21  | 34  | 33  | —  | — | —  | —  | —  |
| NHL totalt | NHL totalt                        | NHL totalt | 1   | 0   | 0   | 0   | 0   | —  | — | —  | —  | —  |
| AHL totalt | AHL totalt                        | AHL totalt | 183 | 33  | 66  | 99  | 121 | —  | — | —  | —  | —  |
| WHL totalt | WHL totalt                        | WHL totalt | 272 | 102 | 169 | 271 | 234 | 31 | 7 | 22 | 29 | 16 |